# 隈丸優次
隈丸優次（1951年12月7日—），日本外交官，也是有名的知華派。

## 生平
出身於福岡縣久留米市，1975年畢業於慶應義塾大學經濟學部後進入外務省並被派遣至中國課。1976年6月在香港中文大学新亞書院、同年9月在北京語言学院（現北京語言大学）學習中文。
1986年7月起任職於聯合國秘書處，1989年6月起擔任日本常駐聯合國代表處一等秘書、1989年7月擔任日本駐華大使館參贊、1992年2月擔任外務省聯合國局社会協力課長、1993年8月擔任外務省綜合外交政策局国際社会協力部聯合國行政課長、1994年5月任日本常駐聯合國代表處參贊、1996年5月任財團法人交流協會台北事務所總務部長、1999年4月任日本常駐聯合國代表處公使、2001年任日本駐華大使館公使、2004年4月成為獨立行政法人国際交流基金統括役。
2005年2月擔任駐上海總領事、2008年7月擔任駐泰國大使館特命全權公使兼東南亞地球科學計劃調整委員会常駐代表、2010年8月擔任駐香港總領事、2013年1月15日擔任駐柬埔寨特命全權大使。